# Ecce Homo

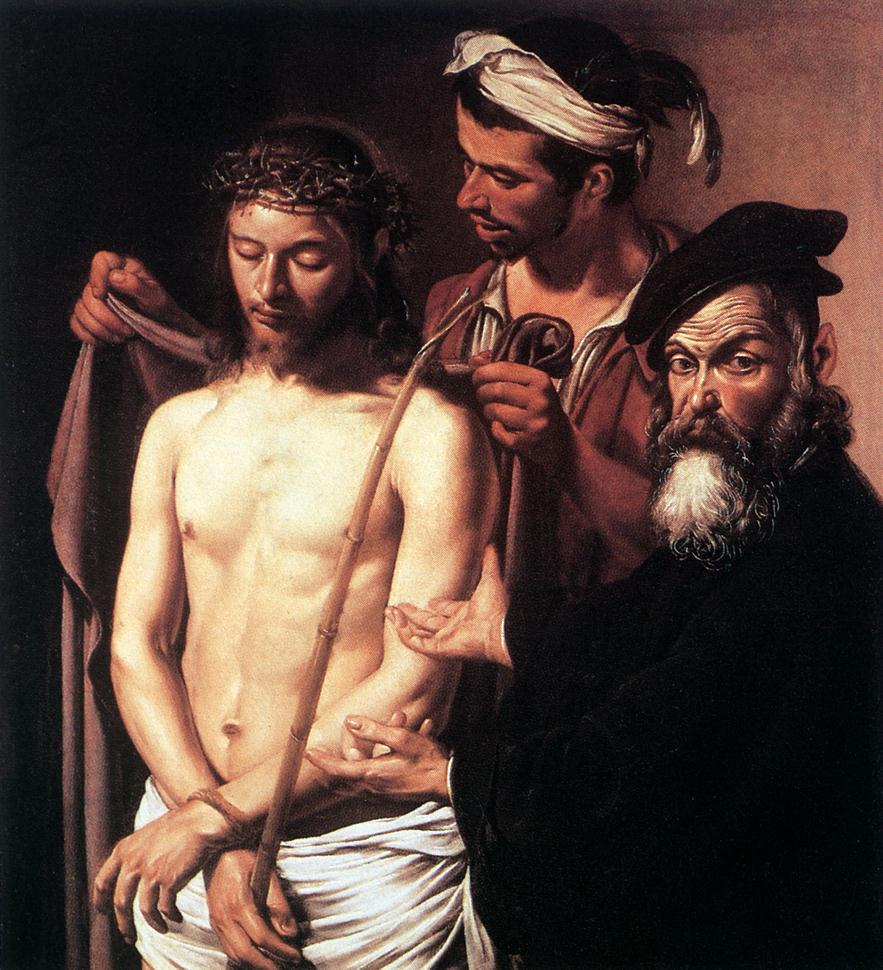
Ecce Homo, Caravaggio, 1605

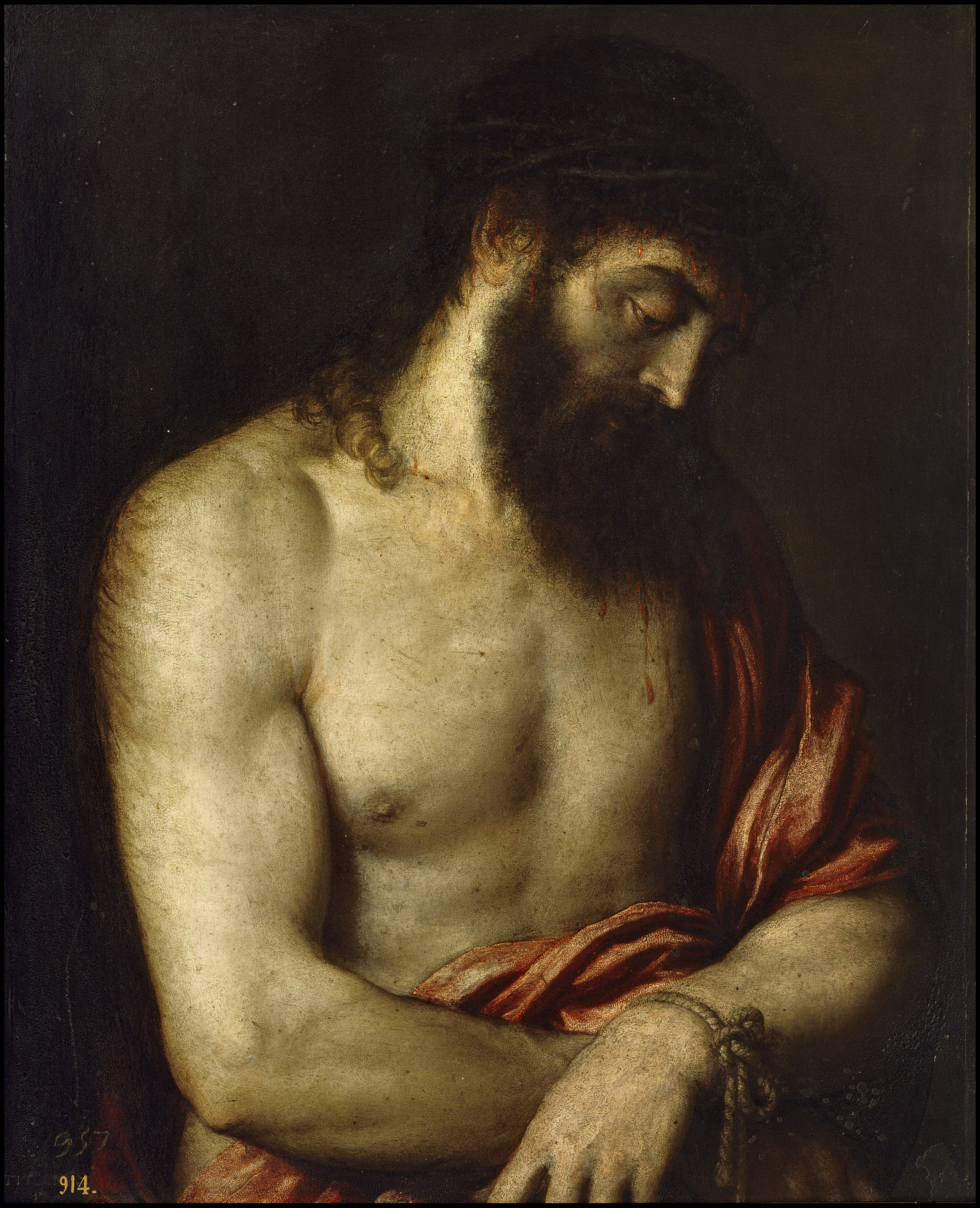
Ecce Homo, Tiziano Vecellio, 1548

Ecce homo (Giovanni 19, 5, lett. «Ecco l'uomo») è la frase che secondo la Vulgata Ponzio Pilato, allora governatore romano della Giudea, pronunciò mostrando alla folla Gesù flagellato.

## Contesto
Secondo quanto raccontato dai Vangeli, Gesù, al momento dell'arresto, venne ritenuto innocente dal Governatore. Questi, per calmare la plebe che voleva vedere Gesù giustiziato ugualmente, lo fece infine flagellare, pensando in questo modo di soddisfare la sete di sangue del pubblico.
Dopo la flagellazione Pilato mostrò alla folla il Cristo coperto di piaghe e ferite sanguinanti, con una corona di spine sul capo, un mantello purpureo da re sulle spalle e uno scettro di canna tra le mani e pronunciò la frase «Ecce homo» come per dire "Guardate l'uomo, vedete che l'ho punito?". Ciò non fu però giudicato sufficiente, e i sommi sacerdoti fecero pressione per far crocifiggere il prigioniero
Questa frase indica per estensione anche la passione di Gesù come referenza a una persona malconcia, emaciata, sfigurata dal dolore (della quale viene appunto detto «sembra un ecce homo» o «è ridotto come un ecce homo»).

## Testo
| Novum Testamentum Graece                                                                                            | Vulgata Clementina                                                                              | Nuova Diodati                                                                                             |
| --- | ----------------------------------------------------------------------------------------------- | --- |
| ἐξῆλθεν οὖν ὁ Ἰησοῦς ἔξω, φορῶν τὸν ἀκάνθινον στέφανον καὶ τὸ πορφυροῦν ἱμάτιον. καὶ λέγει αὐτοῖς· ἰδοὺ ὁ ἄνθρωπος. | (Exivit ergo Jesus portans coronam spineam, et purpureum vestimentum.) Et dicit eis: Ecce homo. | Gesù dunque uscì, portando la corona di spine e il manto di porpora. E Pilato disse loro: «Ecco l'uomo!». |

## Iconografia

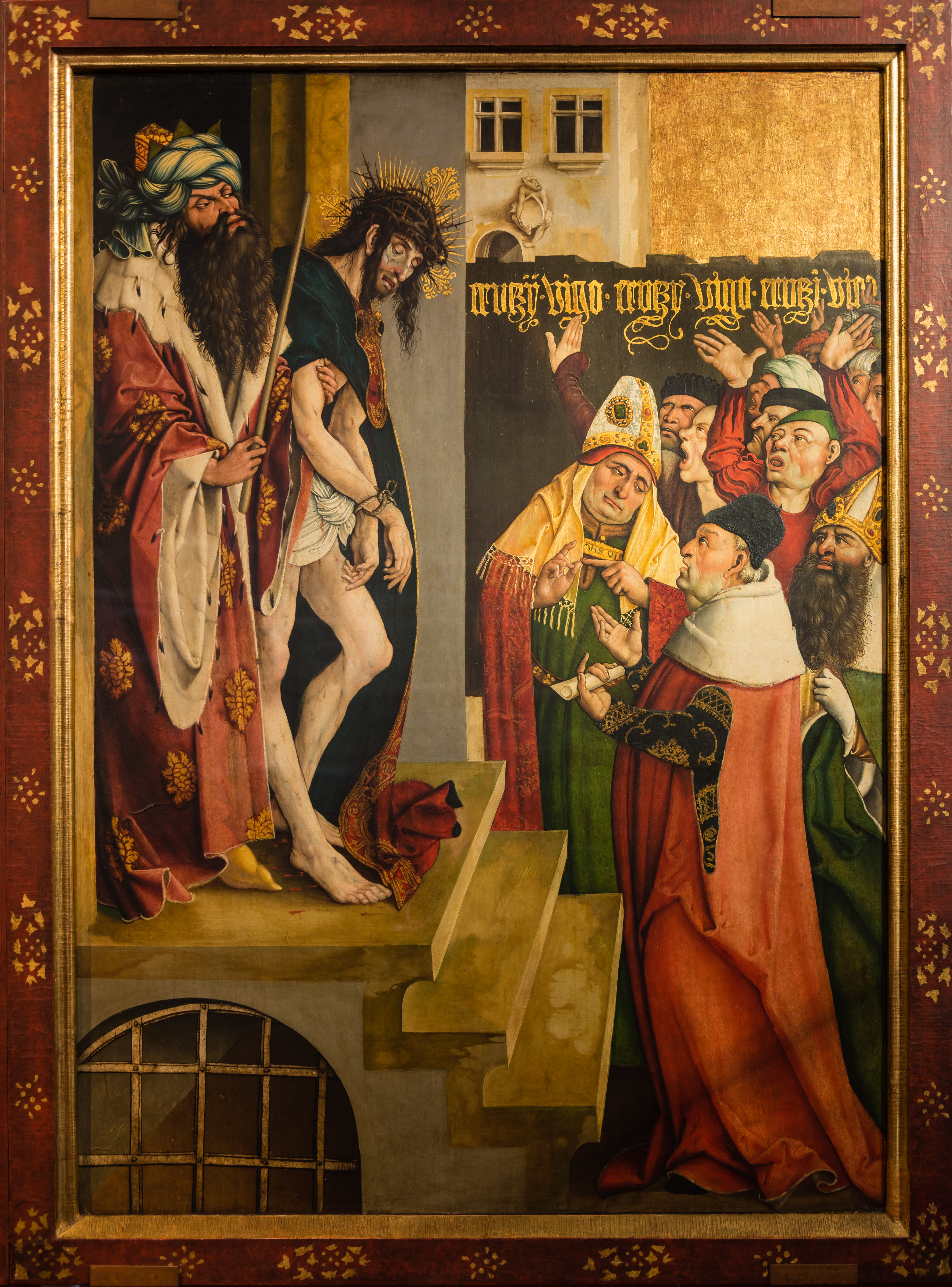
Ecce Homo di Jörg Breu il Vecchio, 1502

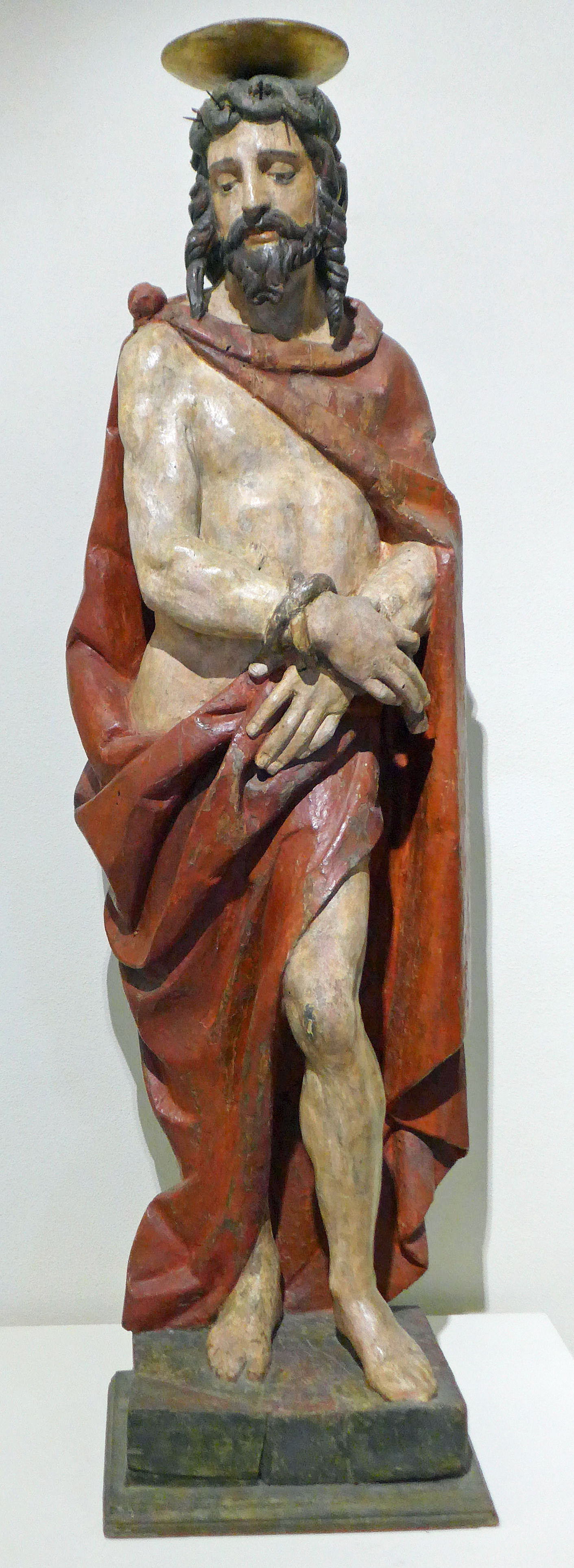
Ecce Homo, scultura lombarda, XVI sec., MAST Castel Goffredo

All'episodio evangelico sono ispirati vari dipinti, tra i quali:
- Ecce Homo di Antonello da Messina (1473), olio su tela
- Ecce Homo di Antonello da Messina (circa 1474), olio su tavola conservato a Genova
- Ecce Homo di Hieronymus Bosch (circa 1476), olio su tavola, conservato a Francoforte
- Ecce Homo di Hieronymus Bosch (circa 1475-1480), olio su tavola, conservato a Filadelfia
- Ecce Homo di Andrea Mantegna (circa 1500), olio su tavola, conservato a Parigi
- Ecce Homo di Andrea Solari 1505-1510 circa, olio su tavola, 61x50 cm, Brescia, collezione privata
- Ecce Homo del Correggio (circa 1525-1530), olio su tela
- Ecce Homo del Sodoma (circa 1540-1549), olio su tela, New York, Metropolitan Museum of Art
- Ecce Homo di Tiziano Vecellio (1543), olio su tela, Vienna, Kunsthistorisches Museum
- Ecce Homo di Giovan Battista Moroni (1560 circa), olio su tela, Bergamo, Museo Adriano Bernareggi
- Ecce Homo  del Tintoretto (1565-1567), olio su tela, Venezia, Scuola Grande di San Rocco
- Ecce Homo di Ludovico Cigoli (1607), olio su tela, Firenze, Gallerie degli Uffizi, Palazzo Pitti
- Ecce Homo del Caravaggio (1605), olio su tela. È conservato a Genova, nei Musei di Strada Nuova (Palazzo Bianco).
- Ecce Homo di Peter Paul Rubens (1612 circa), olio su tavola, conservato a San Pietroburgo
- Ecce Homo di Jan Cossiers  (1620 circa), olio su tavola, Museo del Louvre
- Ecce Homo di Antoon van Dyck (circa 1625–26), olio su tela
- Ecce Homo di Rembrandt (1634), olio su tela
- Ecce Homo di Honoré Daumier (1850), olio su tela
- Ecce Homo di Antonio Ciseri (1871), olio su tela
- Ecce Homo di Elías García Martínez, affresco
- Ecce Homo di Renata Cuneo (1977-78), scultura lignea
- Ecce Homo di Francesco Hayez (1867-1875), olio su tela
- Ecce Homo di Adam Chmielowski (1881)